# 1972-es Formula–1 osztrák nagydíj
Az 1972-es Formula–1 világbajnokság kilencedik futama az osztrák nagydíj volt.

## Futam
| Helyezés | #  | Versenyző            | Csapat/Motor | Futott körök | Idő/Kiesés oka    | Rajthely | Pontszám |
| -------- | -- | -------------------- | ------------ | ------------ | ----------------- | -------- | -------- |
| 1        | 31 | Emerson Fittipaldi   | Lotus-Ford   | 54           | 1h29:16,66        | 1        | 9        |
| 2        | 12 | Denny Hulme          | McLaren-Ford | 54           | + 1,18            | 7        | 6        |
| 3        | 14 | Peter Revson         | McLaren-Ford | 54           | + 36,53           | 4        | 4        |
| 4        | 25 | Mike Hailwood        | Surtees-Ford | 54           | + 44,76           | 12       | 3        |
| 5        | 10 | Chris Amon           | Matra        | 54           | + 45,64           | 6        | 2        |
| 6        | 9  | Howden Ganley        | BRM          | 54           | + 1:01,19         | 10       | 1        |
| 7        | 1  | Jackie Stewart       | Tyrrell-Ford | 54           | + 1:09,09         | 3        |          |
| 8        | 7  | Jean-Pierre Beltoise | BRM          | 54           | + 1:21,45         | 21       |          |
| 9        | 2  | François Cevert      | Tyrrell-Ford | 53           | + 1 kör           | 20       |          |
| 10       | 4  | Niki Lauda           | March-Ford   | 53           | +1 kör            | 22       |          |
| 11       | 24 | Tim Schenken         | Surtees-Ford | 52           | +2 kör            | 8        |          |
| 12       | 5  | Ronnie Peterson      | March-Ford   | 52           | +2 kör            | 11       |          |
| 13       | 6  | Peter Gethin         | BRM          | 51           | +3 kör            | 16       |          |
| 14       | 11 | Andrea de Adamich    | Surtees-Ford | 51           | +3 kör            | 13       |          |
| Kiesett  | 27 | Rolf Stommelen       | March-Ford   | 48           | Motorhiba         | 17       |          |
| HN       | 23 | Carlos Pace          | March-Ford   | 46           | Helyezés nélkül   | 18       |          |
| Kiesett  | 15 | Nanni Galli          | Tecno        | 45           | Olajszivárgás     | 23       |          |
| Kiesett  | 16 | Graham Hill          | Brabham-Ford | 36           | Befecskendező     | 14       |          |
| Kiesett  | 28 | Wilson Fittipaldi    | Brabham-Ford | 31           | Fékek             | 15       |          |
| Kiesett  | 3  | Mike Beuttler        | March-Ford   | 24           | Üzemanyagrendszer | 24       |          |
| Kiesett  | 29 | François Migault     | Connew-Ford  | 22           | Felfüggesztés     | 25       |          |
| Kiesett  | 18 | Jacky Ickx           | Ferrari      | 20           | Üzemanyagrendszer | 9        |          |
| Kiesett  | 17 | Carlos Reutemann     | Brabham-Ford | 14           | Befecskendező     | 5        |          |
| Kiesett  | 19 | Clay Regazzoni       | Ferrari      | 13           | Üzemanyagrendszer | 2        |          |
| Kiesett  | 21 | Dave Walker          | Lotus-Ford   | 6            | Motorhiba         | 19       |          |

## Statisztikák
Vezető helyen:
- Jackie Stewart: 23 (1-23)
- Emerson Fittipaldi: 31 (24-54)

Emerson Fittipaldi 5. győzelme, 3. pole-pozíciója, Denny Hulme 5. leggyorsabb köre.
- Lotus 46. győzelme.